# Argentipallium obtusifolium
Argentipallium obtusifolium là một loài thực vật có hoa trong họ Cúc. Loài này được (F.Muell. & Sond. ex Sond.) Paul G.Wilson mô tả khoa học đầu tiên năm 1992.